# 乔治·比才
乔治·比才（發音：[ʒɔʁʒ bizɛ]；出生名亚历山大·塞萨尔·利奥波德·比才 (Alexandre César Léopold Bizet)；1838年10月25日—1875年6月3日），是浪漫主义时期的法国作曲家。他是一個早逝的歌劇作曲家，生前的作曲生涯并不顺利。他逝世后，其最后一部作品《卡门》成为整个歌剧剧目中最受欢迎和最常上演的作品之一。
比才在巴黎音乐学院就讀時获得许多奖项，包括于1857 年獲得享有盛誉的罗马大奖。他在學院是公认的杰出钢琴家，但并不以弹钢琴为生，也很少在公众场合演奏。在意大利留学近三年后，他回到巴黎，发现巴黎歌剧院偏爱著名和已被認可的歌劇而非剛出道的作曲家。因此，他大部分键盘和管弦乐作品都被当时的歌剧院所忽视，造成他事业停滞不前，需要靠编曲和改编别人的音乐谋生。即便如此，他仍然渴望成功，並在1860 年代写了很多剧本，但大部分都被废弃了。他这段时间创作的两部歌剧—— 《採珠者》和《伯斯的美丽少女》 均未能首演。
1870-1871年的普法战争期间，比才在国民警卫队服役，战后他的单幕歌剧《贾米莱》并不成功。可是，他爲阿尔封斯·都德的戏剧——《阿萊城的姑娘》——寫的附带音乐被改編成管弦樂組曲后，深受大眾的喜愛。比才担心《卡门》背叛和谋杀的主题会冒犯观众，所以他延遲了《卡门》的製作。1875年3月3日首映后，比才确信这部作品是失败的。三个月后，他死于心脏病發。
比才与他的妻子热纳维耶芙·阿莱维的婚姻美滿，并育有一个儿子。他去世后，除《卡门》外，他的作品普遍被大衆忽视。他的著作手稿流传失传，所创作的著作经常被他人改写改编。他没有创办学校，没有培养弟子，也没有繼承者。他的作品被忽視多年以後，從20世纪开始受大衆青睞，更频繁地演出。他逝世後，评论家皆称赞他是一位才华横溢、独具匠心的作曲家，并認爲他的早逝是法国歌剧界的重大损失。

## 生平

### 早年

#### 家庭背景與童年
1838年10月25日，乔治·比才出生于巴黎。他出生時被命名为亚历山大·塞萨尔·利奥波德·比才（Alexandre César Léopold Bizet），但在1840年3月16日受洗時更名为“乔治”。他的父亲阿道夫·比才（Adolphe Bizet）曾是一名美发师和假发师。雖然他没有接受任何正规的歌唱训練，但他仍然成为一名歌唱老师。他還创作了一些作品，其中至少有一首歌曲被出版。1837年，阿道夫與艾梅·德尔萨特（Aimée Delsarte）結婚。德尔萨特出身於一個贫穷，但有教养的音樂世家。她的家人认为阿道夫沒有前途，並不同意他們的婚事，但她最終還是嫁給了他。艾梅是一位多才多艺的钢琴家，她的哥哥弗朗索瓦·德尔萨特是一位杰出的歌手和教师，並曾在路易菲利普和拿破仑三世的宫廷中演出。弗朗索瓦·德尔萨特的妻子罗丝娜（Rosine）是一位音乐神童，13岁时已在巴黎音乐学院担任唱名助理教授。多位學者認爲他的母亲来自一个犹太家庭，但这未在任何被認證的传记中被證實。
乔治是家中的独生子，年紀輕輕就表现出对音乐的天赋。他的母亲教他基本的音樂符號，也可能曾教授他如何彈钢琴。喬治在他的父親教歌唱課的房间门口聆听后，学会了凭记忆准确地唱出複雜的歌曲，和识别並分析复杂的和弦结构。他的天賦使他的父母相信，即使他只有9岁，他也能被巴黎音乐学院錄取（最低入学年龄为10岁）。比才進行面試后，他的音樂天賦讓巴黎音乐学院研究委员会成员、圆号演奏家約瑟夫·梅弗雷德十分震惊，他濶免比才的年龄限制，并告訴其父母，一旦音樂學院有學位，就會錄取他。

#### 就讀巴黎音樂學院

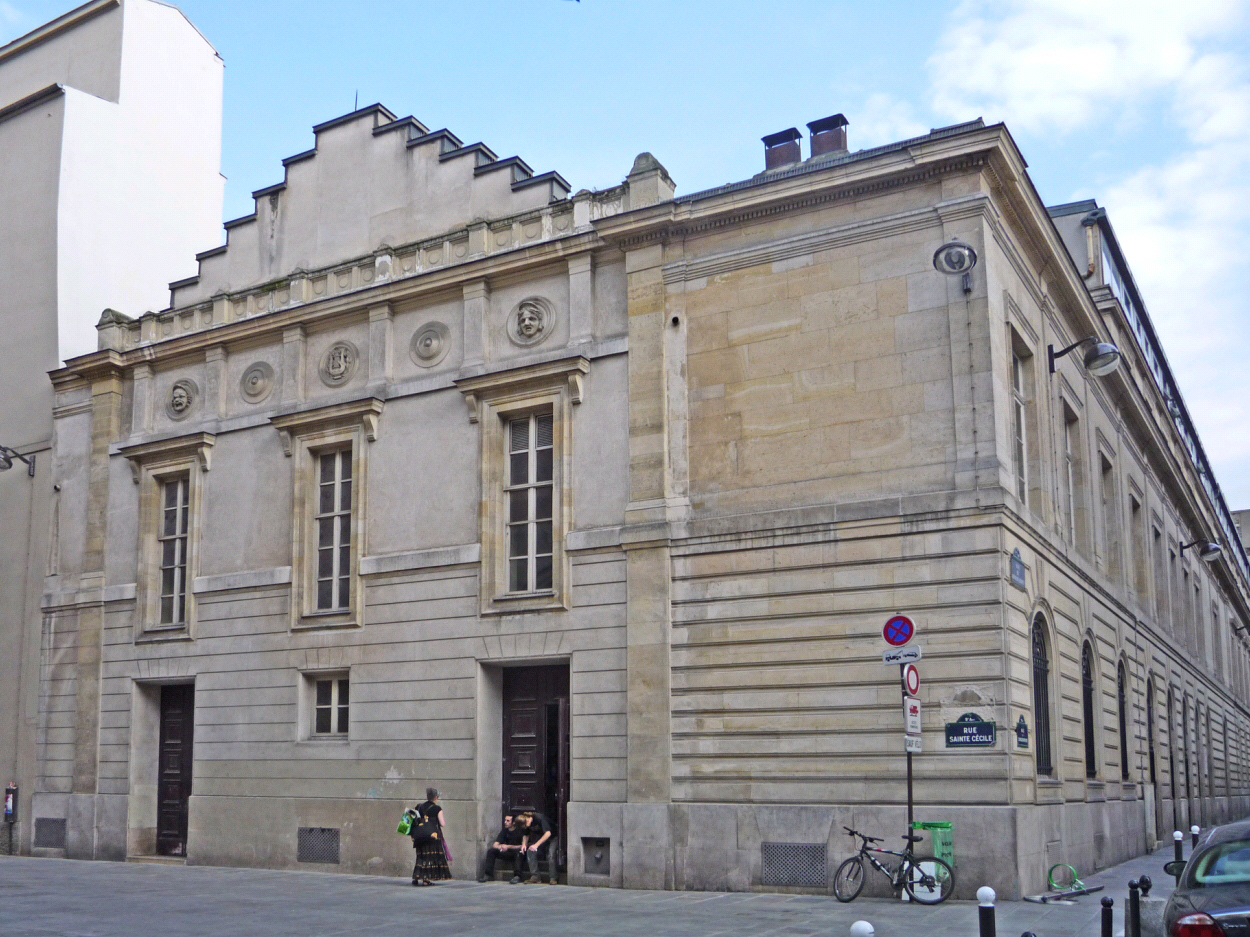
巴黎音乐学院的一部分，比才1848年至1857年在此学习（摄于2009年）

1848年10月9日，比才10岁生日前两周，他被音乐学院錄取。他入讀六個月后，获得了唱名比赛的一等奖，並在音乐学院前钢琴教授皮埃尔-约瑟夫-纪尧姆·齐默尔曼的腦海中留下了深刻的印象。齐默尔曼私下教授比才上对位法和赋格，直至1853年齊默爾曼逝世。比才還认识了齐默尔曼的女婿，作曲家夏尔·古诺。古諾对比才的音乐风格产生了持久的影响，可是后來他们的关系頗爲緊張。他还遇到了古诺的另一个年轻学生，13岁的卡米耶·聖桑，并和他成爲了朋友。在音乐学院钢琴教授安托萬·弗朗索瓦·馬蒙泰爾的指导下，比才的钢琴技術進步神速；1851年，他获得了音乐学院的钢琴二等奖，次年获得一等奖。比才后来写信给马蒙特尔：“在你的鋼琴课上，能學到的除了钢琴之外还有更多；一個人能成为一名音乐家”。
比才被保存下来的作品當中，最早的作品是1850年左右两首无词的女高音歌曲。1853年，他加入弗罗芒塔尔·阿莱维的作曲班，作品的复杂性和质量逐渐提高。他的两首歌曲《小雛菊》（Petite Marguerite）和《玫瑰與蜜蜂》（La Rose et l'abeille）于1854年出版。1855年，他为一个大型管弦乐队写了一个首序曲，并为古诺的两部作品：歌剧《血腥修女》和D大調交響曲編寫了四手钢琴版本。古诺的交响曲启发了比才，在比才十七岁生日之后，他写了自己的交响曲，它与古诺的交響曲非常相似，甚至有完全相同的部分。比才从未出版过这部交响曲，直到1933年才爲人所知，并最终在1935年首演。
1856年，比才参加了著名的罗马大奖赛。他和其他任何人都没有獲獎，因爲那一年没有颁奖。後來，比才参加了雅克·奥芬巴赫为年轻作曲家籌辦的歌剧比赛，奖金为1,200法郎。比賽是为里昂·巴图和卢多维克·哈莱维的《奇迹医生》（Le docteur Miracle）編寫单幕剧本。比才和夏尔·勒科克共獲比賽第一位奖项。多年后，勒科克批評此比賽的陪审团因被弗罗芒塔尔·阿莱维操纵而有失公正。比才獲獎后成为了奥芬巴赫的周五晚会的常客。他在晚會認識了年迈的焦阿基诺·罗西尼，他向比才赠送了一张签名照片。比才非常欣赏罗西尼的音乐，并在他们第一次见面后不久写道：“罗西尼是他们中最伟大的，因为他和莫扎特一样，拥有所有的美德”。
比才在古諾踴躍的支持下，选择了阿梅代·比里翁（Amédée Burion）创作的《克洛维一世與圣克洛蒂尔德》（Clovis et Clotilde）作爲他1857年罗马大奖赛的参赛作品。在法蘭西藝術院的成员投票推翻了有利于双簧管演奏家查尔斯·科林的判決后，比才贏得了该奖项。根据该奖项的条款，比才获得了为期五年的獎學金，前两年需到罗马，第三年到德国，最后两年到巴黎。另外一個要求是每年提交一份“作業”，作業為一件令学院满意的原创作品。在他于1857年12月启程前往罗马之前，比才获奖的康塔塔在学院演出，並受到贊賞。

### 罗马，1858–1860

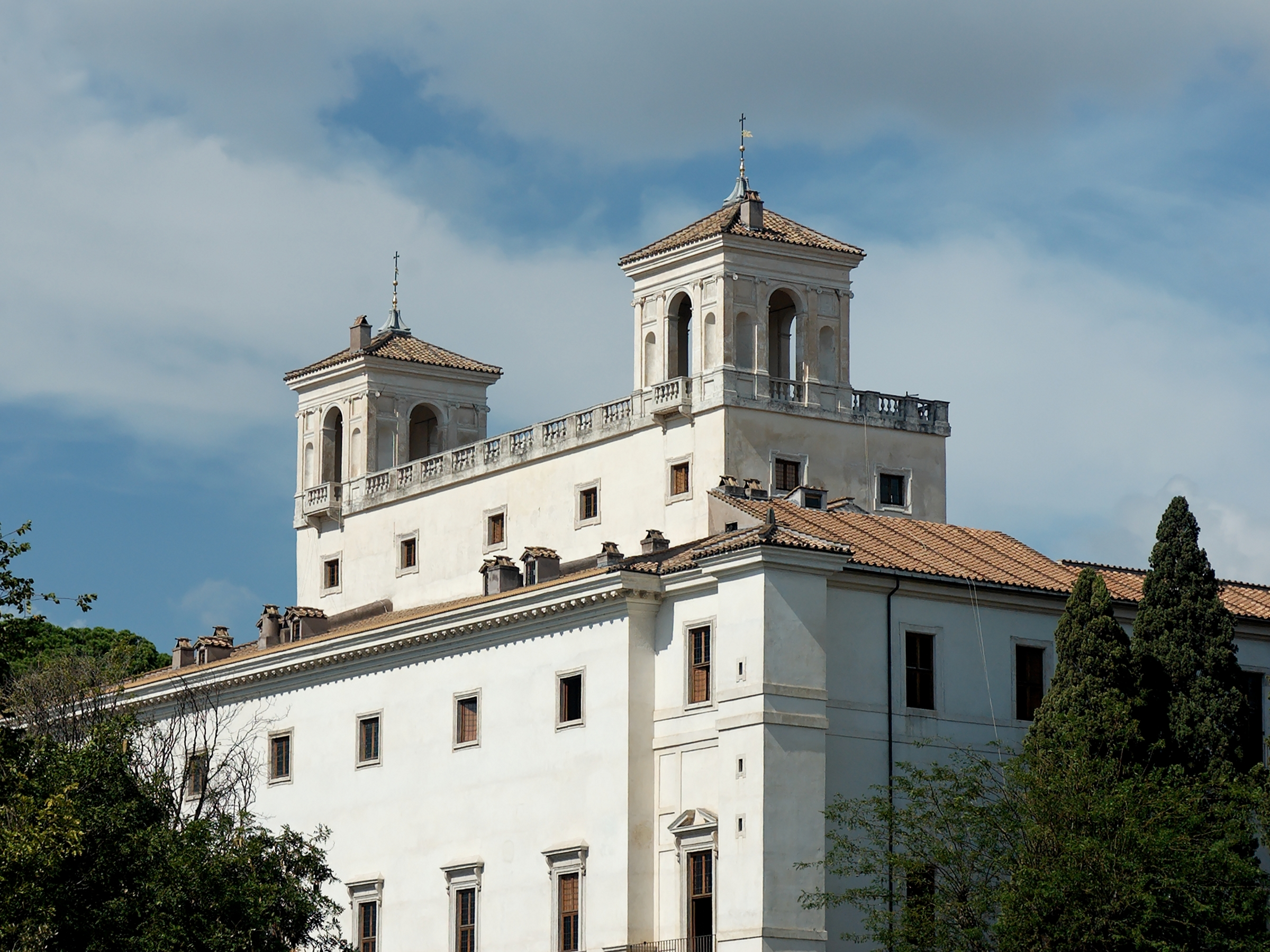
美第奇别墅（Villa Medici），自1803年以来一直是法国美術学院在罗马的官方宿舍

1858年1月27日，比才抵达美第奇别墅。这是一座16世纪的宫殿，1803年成爲法國羅馬學院（French Académie in Rome）的所在地。這裏是学院為羅馬大獎賽贏家提供的羅馬宿舍。比才在一封寄回家的信中将其描述为“天堂”。在学院指导、画家让-维克托·施内茨的领导下，这座别墅提供了一个理想的环境，让比才和他的其他获奖者可以追求他们的艺术事业。比才喜欢这里的欢乐，和諧且友善的气氛，很快就被雜亂的社交生活分散注意力。在罗马的头六个月里，他唯一的作品是为罗德里格斯奖，一项向罗马大奖赛获奖者开放的新宗教作品竞赛，而写的一部《赞美颂》。这件作品未能给评委留下深刻印象，评委将奖项授予另一位唯一的参赛者阿德里安·巴尔特（Adrien Barthe）。比才感到沮丧，他发誓不再写宗教音乐，而《赞美颂》一直被比才遗忘，直到其死後的1971年才出版。

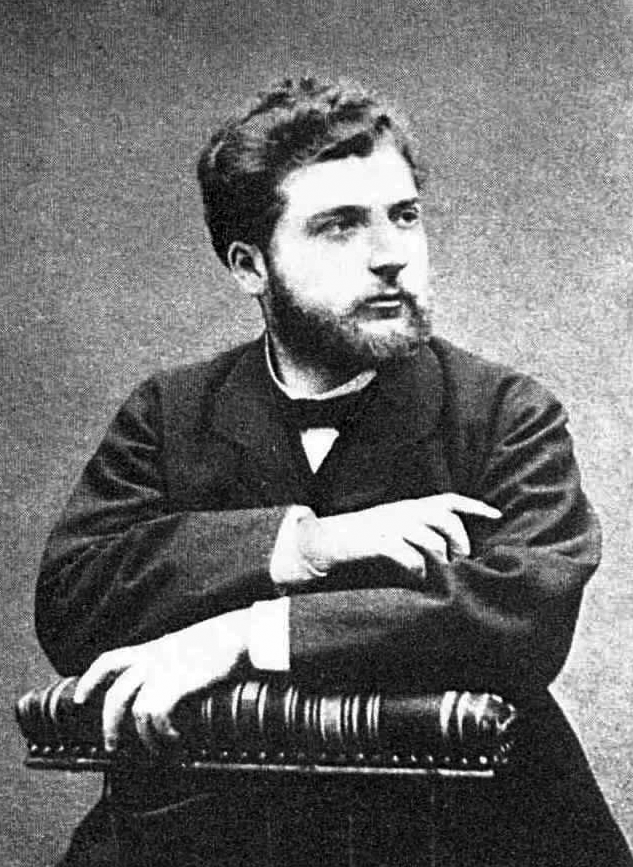
1860年的比才

在1858-59年的冬天，比才編寫了他的第一份“作業”——《唐·普罗科皮奥》（Don Procopio），是卡洛·坎比亚焦（Carlo Cambiaggio）的歌劇劇本的喜歌剧版本。根据獲獎后的條款，比才的第一份“作業”应该是一个弥撒，但經歷《赞美颂》慘痛的经历之后，他不愿意写宗教音乐。他正担心学院会否懲罰其違反條款的行爲，但學院对《唐·普罗科皮奥》的第一反應是正面的，並称赞其“轻松而出色的触感”和“年轻而大胆的风格”。
關於第二份“作業”，比才并不希望過分挑戰学院。他構思以賀拉斯的文本为基础，編寫一份非宗教弥撒作爲半宗教作品。这部名为《紀元詩》（Carmen Saeculare）的作品原本是一首献给阿波罗和狄阿娜的歌曲。可是，沒有人能找到任何有關這個作品的資料，因此比才很有可能從未著手編寫《紀元詩》。比才在羅馬的一个特征就是倾向于构思，但很快就會放弃編寫。除了《紀元詩》之外，他还考虑并放弃了至少五个歌剧项目，两個交响乐，以及一個以尤利西斯和瑟西斯为主题的交响颂。在《唐·普罗科皮奥》之后，比才在罗马只完成了另一部作品，那是一首交响诗，名爲瓦斯科·達伽馬。这最後成为他的第二份“作業”，并受到了学院的好评。但是，此作品很快就被人所遗忘。 
1859年夏天，比才和几个同伴在阿纳尼和弗罗西诺内周围的山林中旅行。他们还参观了安齐奥一个罪犯定居点；比才给马蒙泰尔写了一封的信，讲述了他的经历。8月，他向南长途跋涉到那不勒斯和庞贝，他对那不勒斯不以为意，但很喜歡龐貝，他認爲：“在这里你和古人住在一起；你看到他们的庙宇、他们的剧院、他们的房子，你可以在其中找到他们的家具，他们的厨房用具……” 比才开始根据他游歷意大利的经验草拟一部交响曲，但在當時只有一點进展。這交響曲成为他的《罗马交响曲》（Roma Symphony），于1868年才完成。回到罗马后，比才要求學院延長其在意大利的獎學金至第三年，而不是去德国，这样他就可以完成“一项重要的工作”（未知工作爲什麽）。1860年9月，比才和他的朋友兼羅馬大獎賽获奖者埃内斯特·吉罗访问威尼斯时，收到消息说他的母亲在巴黎病重，于是回家了。

### 嶄露頭角

#### 巴黎，1860–1863

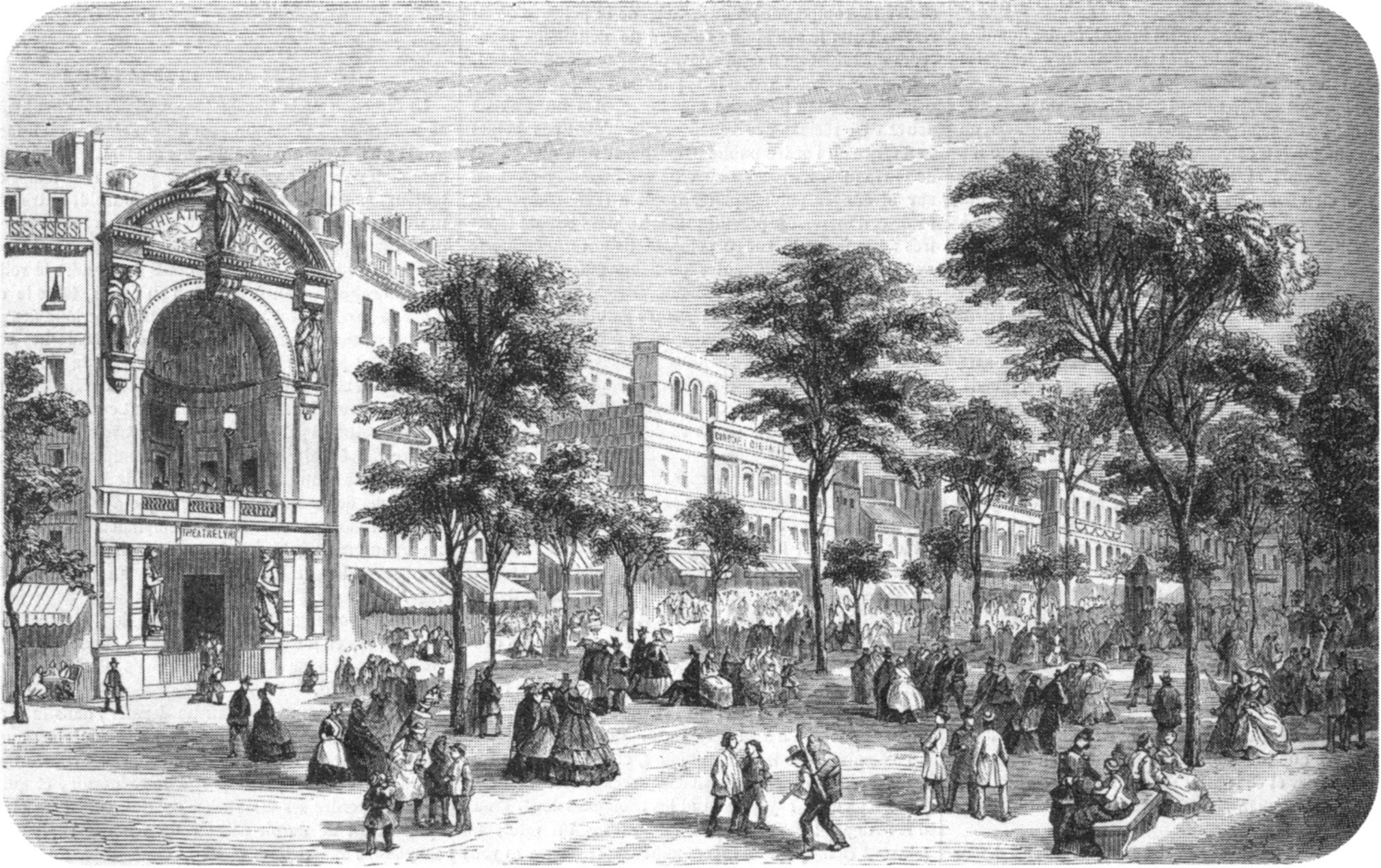
1862年的巴黎的历史剧院，是抒情歌剧院公司的住宅之一

回到巴黎后，比才还有两年的獎學金保障，暂时可以忽略其他在巴黎的年轻作曲家所面临的經濟困难。两个国家资助的歌剧院，國立巴黎歌劇團和喜歌剧院，都倾向使用不利於新一派年輕本土作曲家的传统剧目；1830年至1860年间的54位罗马大奖得主中，只有8位曾在歌剧院上演过作品。尽管法国作曲家在喜歌剧院的表现更好，但自1830年代以来，在喜歌劇院表演的作品风格和特点基本保持不变，這極度不利于年輕、新一代的作曲家。一些较小的剧院迎合了轻歌剧，雅克·奥芬巴赫就是当时當時輕歌劇界最为重要的作曲家之一，而在法國的意大利剧院（Théâtre Italien）则专注于二流的意大利歌剧。对于有抱负的歌剧作曲家来说，前景最好的是抒情歌剧院公司。尽管這所公司曾多次遭遇财务危机，但在其足智多谋的经理莱昂·卡瓦略的领导下，它在多个地方间歇性地运作。这家公司首演了古诺的《浮士德》和《罗密欧与朱丽叶》（Roméo et Juliette），以及柏辽兹的《特洛伊人》的缩短版。
1861年3月13日，比才在巴黎出席了瓦格纳的歌剧《坦豪瑟》的首映。可是这场演出受到被有影响力的巴黎赛马俱乐部操縱的观众的骚乱。尽管如此，比才對瓦格纳的音乐徹底改觀。他以前认为瓦格納的音樂是古怪的，现在改口宣称瓦格纳“超越所有在世的作曲家”。此后，在比才的作曲生涯中，经常有人指责比才的“瓦格纳主义”。

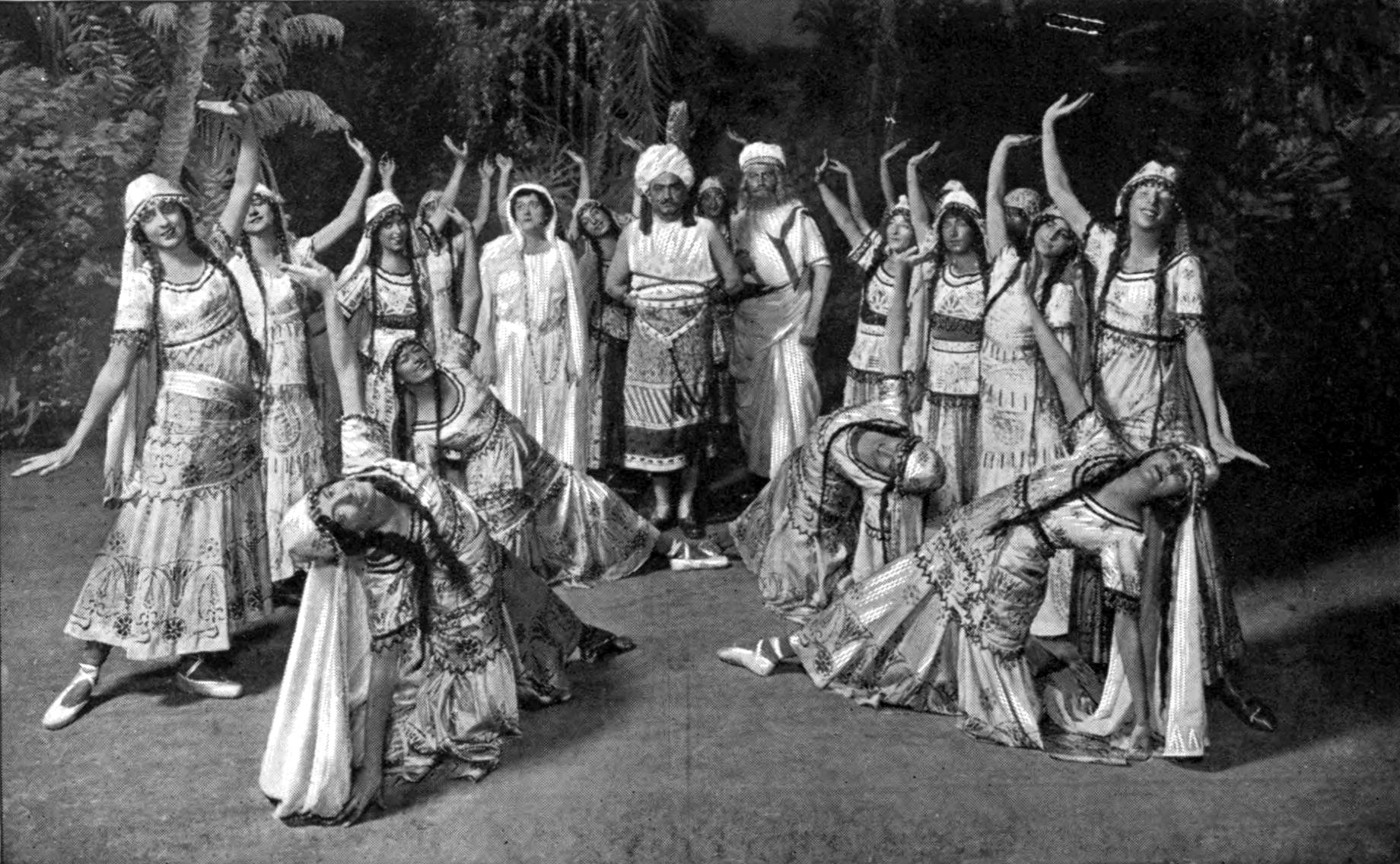
Les pêcheurs de perles第二幕中的一个场景

作为一名钢琴家，比才早年就表现出高超精湛的技巧。他的同行声称他本可以成爲鋼琴家，保障自己的未来，但他选择隐藏自己的才华，“就像这個才華是一种恶习”。1861年5月，比才罕有地展示了他的精湛琴技，在一次有李斯特出席的晚宴上，他完美无瑕地演奏了李斯特最困难的作品之一，令所有人大吃一惊。李斯特评论道：“我以为只有两个人能够克服這曲的困难之處……原來有三个，并且……最年轻的（指比才）也许是最大胆和最聪明的。”
由于比才的母亲长期患病和在1861年9月的離世，比才的第三份“作業”被推迟了近一年。他最终提交了三首管弦乐作品：序曲《奧西恩的狩獵》（La Chasse d'Ossian）、谐谑曲和葬礼进行曲。该序曲已经丢失；谐谑曲后来被并入《罗马交响曲》，葬礼进行曲被改编并用于后来的歌剧中。比才的第四个也是最后一份 “作業”，用了他1862年大部分的时间。這份作業是一部单幕歌剧《埃米尔的古兹拉》（La guzla de l'émir）。作为国家资助的剧院，喜歌剧院必須每隔一段時間上演罗马大奖得主的作品，而《埃米尔的古兹拉》于1863年正式进入排练阶段。然而，在四月，瓦列夫斯基伯爵邀请比才为一部三幕歌剧作曲。这是根据米歇尔·卡雷和欧仁·科蒙的剧本改编的《採珠者》。这个邀請的条件是这部歌剧需要是作曲家的第一部公开上演的作品，於是比才匆忙停止了《埃米尔的古兹拉》的制作，并将其部分音乐融入了新的歌剧中。由抒情歌剧院公司演出的《採珠者》于1863年9月30日上映。尽管柏辽兹赞扬了这部作品，并写道它“给了比才先生最大的荣誉”，但觀衆大多都批評這部作品。公众的反应不冷不热，《採珠者》上演18场后停止演出，直到1886年才再次演出。
1862年，比才与家中的管家玛丽·赖特（Marie Reiter）生了一个男孩。这个男孩从小就相信他是阿道夫·比才（喬治的父親）的孩子。直到 1913年賴特临终前，她才向他透露了他真正的身世。

#### 多年掙扎與奋斗

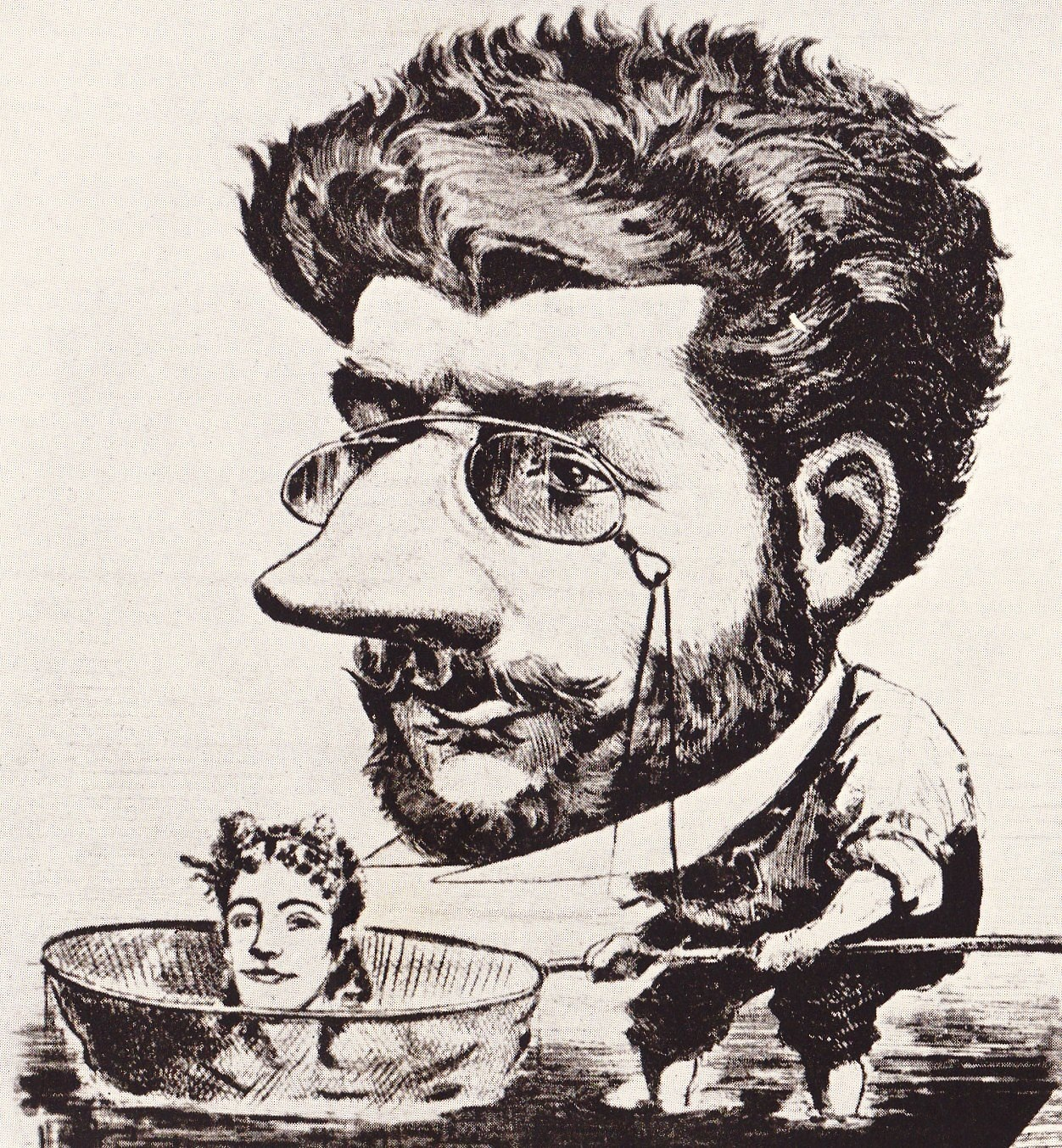
1863 年的法国杂志Diogène上的《比才漫画》

当他羅馬大獎賽的五年資助到期时，比才发现他无法靠写音乐谋生。他成爲了一名鋼琴老師和作曲老師，收了一些学生，其中埃德蒙·加拉伯特和保罗·拉孔布成为了他的密友。他还在各种舞台作品的排练和试镜中担任伴奏，包括柏辽兹的清唱剧《基督的童年》和古诺的歌剧《米雷耶》。然而，他在這段时間的主要工作還是爲他人的作品改編、編曲。他把数百部歌剧和其他作品改編成鋼琴曲，并为把多种音乐改編成声乐乐谱和管弦乐编曲。他还曾短暂地以“加斯頓·德·貝齊”（Gaston de Betzi）的筆名担任國內外評論（La Revue Nationale et Étrangère）這個媒體的音乐评论家。1867年8月3日，比才以这個身份发表了一篇文章，之后他与杂志的新编辑发生争执并辞职。
自1862年以来，比才一直在间歇性地创作一部以伊凡雷帝生平为题材的歌剧《伊凡四世》。由於卡瓦略未能兑现上演歌劇的承诺，因此在1865年12月，比才将其首映機會提供给國立巴黎歌剧院，可是歌剧院拒绝將其上映。直到1946年，这個歌劇從未被上演。1866年7月，比才与卡瓦略签订了另一份合同，内容是为改編自沃尔特·斯科特爵士的小説，由朱尔-亨利·韦尔努瓦·德·圣乔治編寫《伯斯的美丽少女》的劇本（La jolie fille de Perth）編寫歌劇。這劇本被比才的传记的作者温顿·迪安描述为“比才一生改編的劇本中最糟糕的”。因选角和其他的问题，《伯斯的美丽少女》的首映推迟了一年，最终于1867年12月26日由抒情歌剧院演出。它的新闻招待会比比才的任何其他歌剧都更受欢迎。“吟游詩人”（Le Ménestral）公司的评论家称赞第二幕是“从头到尾的杰作”。尽管歌剧取得了成功，卡瓦略的经济困难導致歌劇只能上映18场。
当《伯斯的美丽少女》的演員排练时，比才与其他三位作曲家合作，他们每人都为四幕轻歌剧《马尔堡已经离开去参战了》（Marlbrough s'en va-t-en guerre）編寫了一幕。这部作品于1867年12月13日在雅典娜剧院上演，並取得了成功，《音乐评论与公报》的评论家特别地赞扬比才編寫的一幕：“没有什么比这更时尚、更聪明，同时间，更加尊贵”。比才还抽出时间完成他酝酿已久的《罗马交响曲》，并创作了许多键盘作品和歌曲。然而，比才在這段時間十分失望。至少有两部计划中的歌剧幾乎還沒有開始編寫就被放弃了。他編寫的参赛作品，包括为1867年巴黎國際博覽會创作的清唱套曲和赞美诗，均沒有獲獎。他為参加歌剧比赛而編寫的《图勒王之杯》（La Coupe du Roi de Thulé）没有进入比賽前五名。从這歌劇幸存下来的乐谱片段中，分析家们已经看出了與《卡门》有關的片段。1869年2月28日，《罗马交响曲》在拿破仑马戏团上演，由朱尔·帕德卢指挥。之后，比才告诉加拉伯特，在掌声和嘘声之下，交響曲的演出取得了成功。

### 婚姻

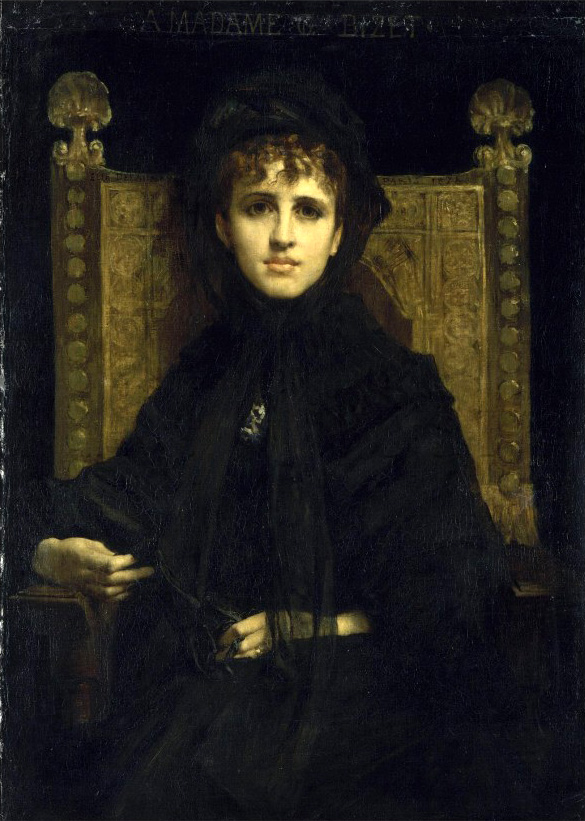
1878年的热纳维耶芙·比才，朱尔-埃利·德劳内绘

比才的老導師阿萊維于1862年去世后不久，他的夫人曾派人接洽比才，希望他能完成阿萊維未完成的歌剧《诺埃》（Noé）。虽然比才当时并沒有為他完成歌劇，但他仍然與阿萊维家族保持著良好的关系。 阿萊維有两个女儿。較年長的女兒以斯帖于1864年去世，这一事件使夫人深受创伤。由於夫人说她不能忍受與她的小女儿热纳维耶芙在一起，她从15岁起就与其他家庭成员住在一起。沒有人清楚热纳维耶芙和比才何时产生感情，但在1867年10月，他告诉加拉贝尔：“我遇到了一个我爱的可爱女孩！两年后，她将成为我的妻子！”两人订婚了，可是阿莱维家族最初反對這場婚姻。根据比才的说法，他们认为比才不是一个合适的人选：“身无分文、左翼、反宗教和放荡不羁”，迪安认为“一个充满艺术家和怪人的家庭”提出這些反對的理由十分奇怪。到1869年夏天，這對男女剋服了這些理由，婚礼于1869年6月3日举行。卢多维克·阿莱维在他的日记中写道：“比才有一股精神和才华。他应该成功”。
作为对已故岳父的迟来的敬意，比才完成了《诺埃》的手稿。他乏人問津的兩個歌劇《瓦斯科·达伽马》和《伊凡四世》的部分片段被纳入了《诺埃》的配乐。他未能在抒情歌剧院首演《诺埃》，因爲卡瓦略的公司破產了，《诺埃》直到1885年才首演。比才的婚姻最初是幸福的，但他妻子的情緒波動、她与她母亲的緊張关系以及她母親的干涉影響著他們的感情。尽管如此，比才与岳母保持着良好的关系，并与她保持着通信往来。在结婚后的一年里，他構思了至少六部新歌剧，并开始为其中两部草拟音乐：改編自塞缪尔·理查森的小说《克拉丽莎》的《克拉丽莎·哈洛威》，以及由维克托里安·萨爾杜创作的歌劇劇本的《格里斯里迪斯》。然而，随着在1870年7月普法战争的爆发，他停止了草擬音樂。

### 戰爭與動蕩

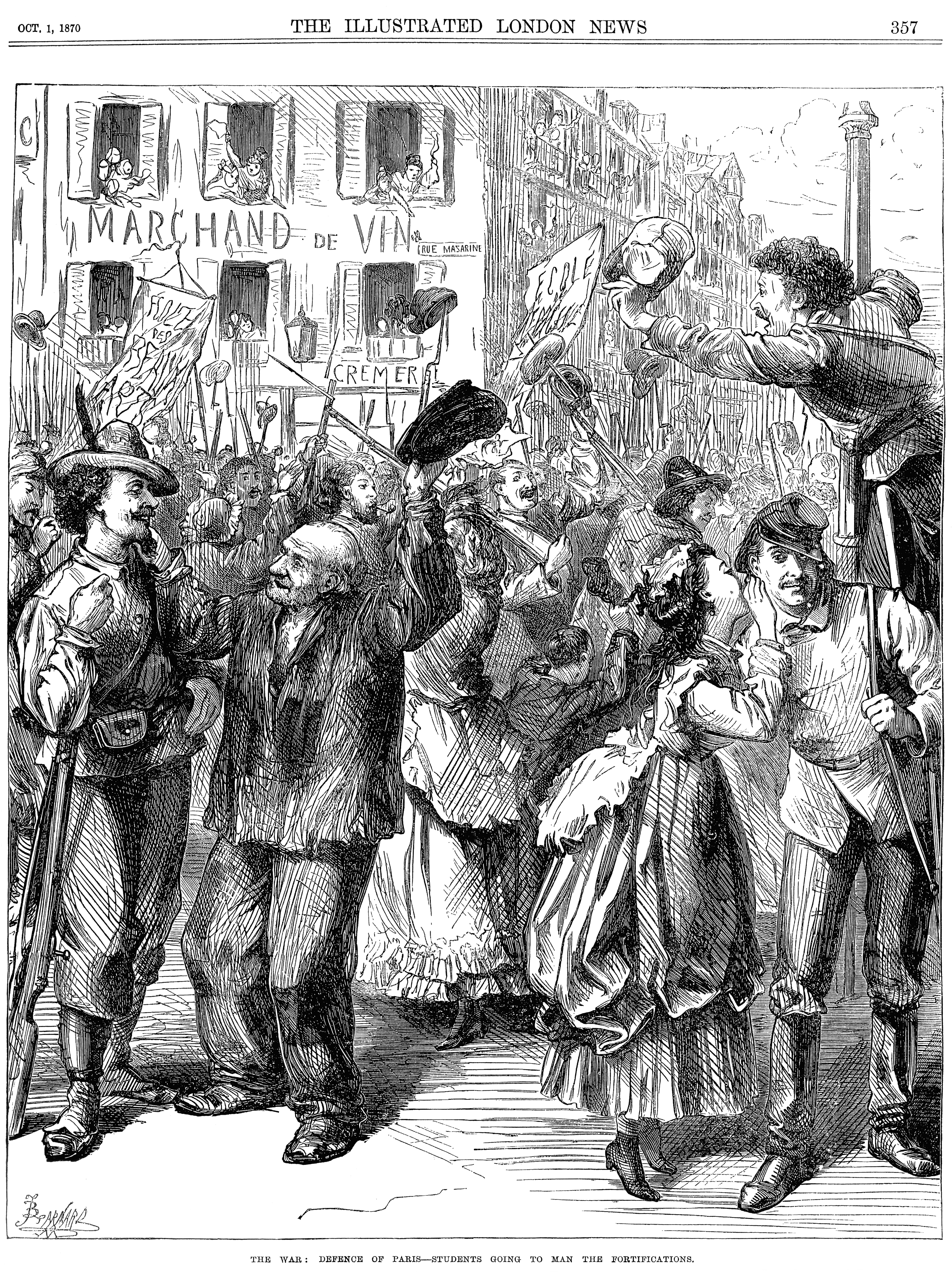
1870-71年被圍城的巴黎 取自当代英国漫画

在普鲁士一系列明显的挑衅之下，以及西班牙新政府邀請普鲁士的霍亨索倫親王利奥波德入繼西班牙王位后，法國與普魯士的緊張關係達到了頂峰。法国皇帝拿破仑三世于1870年7月15日向普魯士宣战。最初，这因國民的爱国热情和对胜利的期望而得到支持。比才与其他作曲家和艺术家一起加入了国民警卫队并开始接受训练。比才批评了他应该使用的陈旧装备。他说，他所在部队的枪支对自己比对敌人更危险。国民很快就因接连被普軍逆转的消息而感到沮丧。 在9月2日，法军在色当大败。拿破仑被俘并废黜，第二帝国戛然而止。
比才在巴黎热烈欢迎第三共和国。新政府没有求和，到9月17日，普鲁士军队包围巴黎。与逃往英国的古诺不同，比才拒绝了离开被围城的机会，他説：“我不能离开巴黎！不可能！这完全是一种懦弱的行为”，他写信给阿莱维夫人。他在巴黎的生活变得节俭而艰苦，尽管到了10月，人们努力地恢复正常的生活。帕德卢恢复了他的常规周日音乐会，11月5日，歌剧院中心開放，上映了格鲁克、罗西尼和迈耶比尔的作品节选。
1871年1月26日雙方签署了停战协议，但普鲁士军队于3月从巴黎撤离，開始了一段混乱和内乱的时期。在一場起义后，该市的市政当局被建立巴黎公社的反政府人員接管。比才决定在巴黎裏不再安全，于是他和热纳维耶芙逃到贡比涅。后来，他们搬到了勒韦西内，在哪裏他們等待著巴黎公社的統治的完結，聽著政府军逐渐镇压起义时响起的枪声。比才于5月12日写信给他的丈母娘道：“炮聲轟轟作響，暴力得不可置信”。

### 职业生涯后期

#### 贾米莱，阿萊城的姑娘和唐·罗德里格

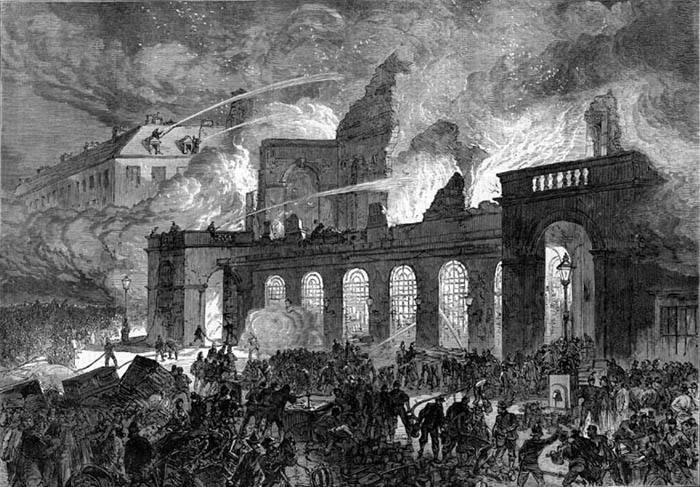
1873年10月29日，被大火烧毁的國立羅馬歌剧院

随着巴黎恢复正常，1871年6月，比才被任命为國立巴黎歌剧院的合唱指挥。這看似得到了歌劇院的董事埃米尔·佩兰的确认。比才原定于10月上任，但在11月1日，该职位由赫克托·所罗门（Hector Salomon）担任。米娜·柯蒂斯在她的比才传记中，推测他要么辞职，要么拒绝担任该职位，以抗议他认为导演仅在两场演出后就无理停止上演埃内斯特·雷耶的歌剧《厄洛斯特拉特》。 比才繼續為《克拉丽莎·哈洛威》和《格里斯里迪斯》編寫音樂，但后者在喜剧歌剧院上演的计划落空了，两部作品最後都没有完成；只有它們一部分的音乐片段幸存下来。 比才在1871年完成的其他作品是钢琴二重唱，名为《儿童游戏》（Jeux d'enfants）和一部单幕歌剧，名爲贾米莱 ，该歌剧于1872年5月在喜劇歌剧院开幕。上演歌劇的演員很差，唱得也很不称职；主唱一度错过了32小节的音乐。它在11场演出后停演，直到1938年才再次被上演。 7月10日，比才的妻子生下了他們唯一的孩子，是個一个儿子， 名爲雅克（Jacques） 。 
比才的下一个主要任务来自卡瓦略，他现在正在管理巴黎的杂耍剧场，并希望为阿尔封斯·都德的戏剧《阿萊城的姑娘》配乐。当该剧于10月1日开幕时，评论家认为该音乐过于复杂，不适合大众口味。然而，在雷耶和儒勒·马斯内的鼓励下，比才从音乐中制作了一套四乐章组曲，该组曲于11月10日在居樂·巴德路的带领下演出，受到了热烈的欢迎。在 1872-73 年的冬天，比才监督了在歌剧院重演古诺的《罗密欧与朱丽叶》的准备工作。多年来，两人的关系一直很冷淡，但比才积极回应了他前任导师的请求，写道：“你是我作为艺术家生活的开始。我从你身上跳出来”。
1872年6月，比才通知加拉贝尔：“我刚刚受命为歌剧院创作三幕歌劇。[亨利·]梅哈克和[卢多维克·]阿莱维正在為我的作品填詞。”该歌劇的主题是普羅斯佩·梅里美的短篇小说《卡門》。比才于1873年夏天开始為歌劇作曲，但喜剧歌剧院的管理层担心这个有伤风化的故事是否适合持續在老少咸宜的剧院上演，因此比才暂停為卡門編曲。比才开始為改编自路易斯·加莱和爱德华·布劳的熙德的《唐·罗德里格》作曲。他向包括歌剧院首席男中音让-巴蒂斯特·福雷在内的选定观众演奏了钢琴版本，希望觀衆能認可這部音樂，影响歌剧院的董事来上演这部作品。然而，在10月28日至29日晚上，歌剧院被烧毁了。在其他紧迫的问题中，董事们将唐·罗德里格放在一边。它从未完成；比才后来改编了最后一幕的一个主题，作为他1875年序曲《祖國》（Patrie）的基础。

#### 卡門
阿道夫·德·鲁汶（Adolphe de Leuven），最强烈反对卡门的喜剧歌剧院的副董事，于1874年初辞职，這消除了製作《卡門》的主要障碍。比才在夏天完成了配乐，并对结果感到满意：“我写了一部清晰而活泼、充满色彩和旋律的作品”。著名女中音歌唱家塞莱斯蒂纳·加利-马里耶（藝名為“加利-马里耶”）受邀担任主角。据迪安说，她对这个角色感到很高兴，就像比才对她和這個角色十分相似而感到高兴一样。有传言说他和这位歌手有过一段短暂的恋情。此时他与热纳维耶芙的关系紧张，他们分居了几个月。
1874年10月开始排练时，乐团遇到了困难，发现有些部分无法演奏。合唱团同样宣布他们的一些音乐不可能唱出来，并对因需要在舞台上吸烟和战斗而不仅是排队唱歌而感到沮丧。比才还需要停止喜剧歌剧院管理層尝试修改他们认为不适当的部分。只有当卡門主唱威胁要退出卡門时，管理层才作出讓步。因爲要解决这些问题，首映推迟到1875年3月3日，偶然地，比才在當天早上被任命为荣誉军团骑士。 
首映式上有幾位音樂名人現身，包括儒勒·马斯内、卡米耶·聖桑和夏尔·古诺。热纳维耶芙因右眼脓肿而无法出席。歌剧的首场演出延长至四个半小时；最后一幕直到午夜之后才开始。之后，马斯奈和圣桑表示祝贺，而古诺则沒那么熱烈的祝賀。根据一个说法，他指责比才抄袭：“乔治抢劫了我！除去西班牙的装腔作势和我的配乐，比才的功劳只剩下掩盖鱼的酱汁”。媒体的大部分评论都是负面的，对女主角是一个不道德的诱惑者而不是一个有德行的女人感到驚愕。加利-玛丽的表演被一位评论家描述为“邪恶的化身”。 其他人则抱怨卡門缺乏旋律，并与奥伯和布瓦迪厄編寫上映于喜剧歌剧院的傳統歌劇負面地比较。《音乐艺术》（L'Art Musical ）的莱昂·埃斯屈迪耶（Léon Escudier）称音乐“沉闷而晦涩……耳朵厌倦了等待永远不会到来的終結式”。然而，诗人西奥多·庞维勒赞赏這劇歌劇，他称赞比才以真实的男人和女人而不是以平常的歌剧院的“木偶”来呈现戏剧。公众的反应不冷不热，比才很快就認爲他失敗了：“我预见到一个明确而无希望的失败”。

### 病逝

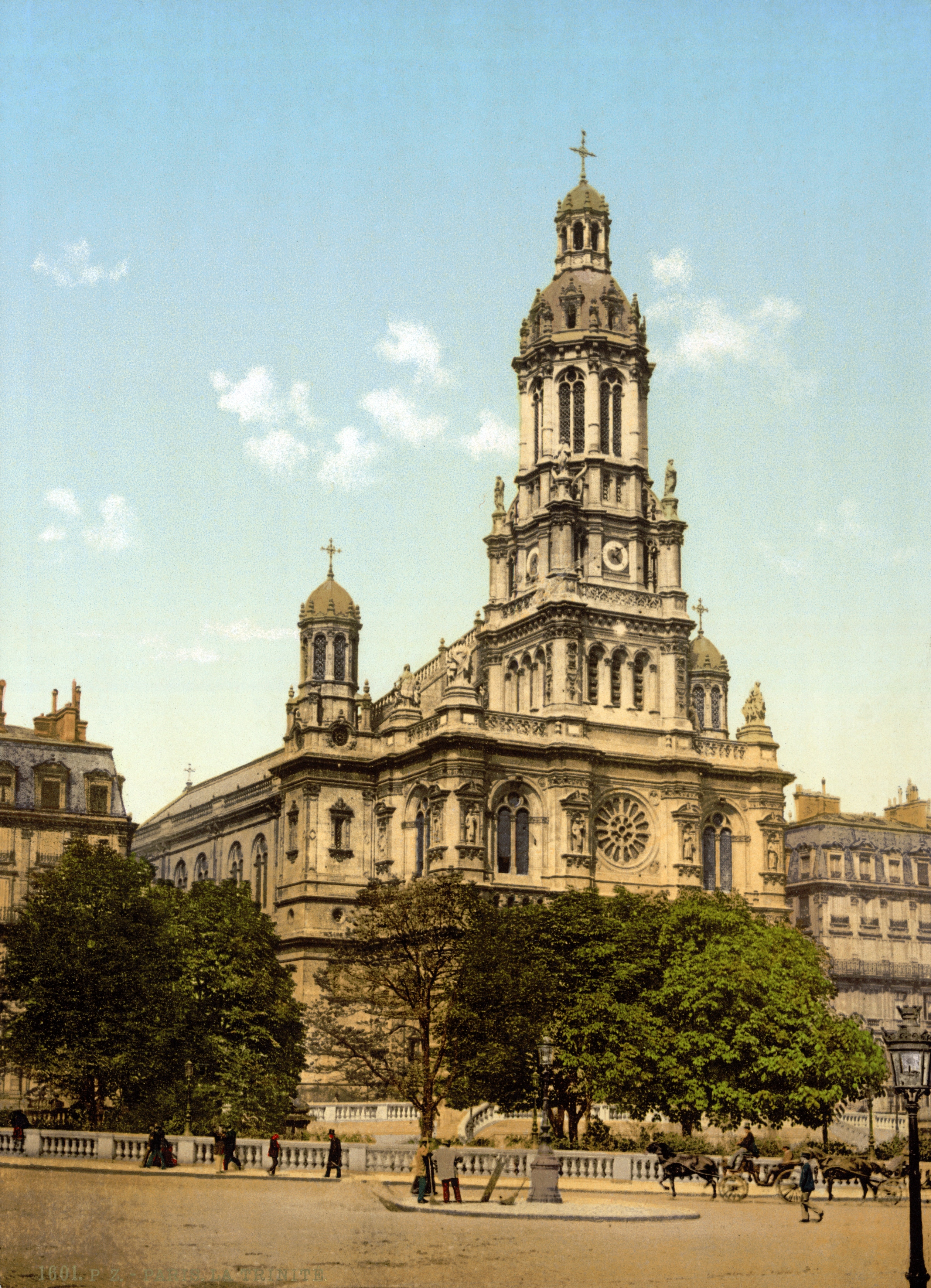
巴黎圣三一教堂，比才的葬礼在此于1875年6月5日举行

在他一生的大部分时间里，比才一直有反复出现的喉咙不适。作为一个重度吸烟者，他可能在1860年代中期因过度工作而进一步损害了他的健康，当时他每天为出版商改編，編曲，辛勤工作长达16小时。1868年，他告诉加拉伯特他的气管脓肿，病得很厉害：“我像狗一样受苦”。1871年和在完成《卡门》的1874年，他因严重的「咽喉心绞痛」而引致其成了殘廢，並於1875年3月底再次發作。当时，比才由于《卡门》的失败感到沮丧，使康復進度缓慢，于5月再次病倒。月底，他去了他在布日瓦勒的度假屋，感觉好多了，也去塞纳河游泳。翌日（6月1日），他受到高燒和疼痛的折磨，隨後飽受的顯然是心臟病發作。他看似暫時康復，但在6月3日（即其結婚紀念日）凌晨，他再一次遭受心臟病發作，與世長辭。其時，他年僅36歲。
比才突然的逝世，以及人們知道他長期抑鬱，助长了关于他自杀的谣言。尽管死亡的确切原因从未被确定，但医師最终認定原因为“急性关节风湿病的心脏并发症”。比才死亡的消息震惊了巴黎音乐界，由于加利-马麗感到極度沮丧而无法表演，当晚的《卡门》演出被取消，取而代之的是布瓦迪厄的《白色婦人》（La dame blanche）。
6月5日，超过4,000人参加了比才的葬礼，葬礼在歌剧院以北的圣三一教堂举行。阿道夫·比才带领著哀悼者，其中包括古诺、托马斯、卢多维奇·阿萊维、莱昂·阿萊维和马斯内。由居樂·巴德路（Jules Pasdeloup）指挥的管弦乐队演奏了《祖國序曲》，管风琴家還即兴创作了以《卡门》为主题的幻想曲。在拉雪兹神父公墓随后举行的葬礼上，古诺发表了悼词。他说比才在他被公认为真正的艺术家时被病魔打倒了。在他的悼詞快结束时，古诺淚崩，无法完成结语。諷刺的是，喜剧歌剧院於当晚特别演出了《卡门》之后，三个月前几乎普遍谴责该作品的媒体现在宣布比才为大师，從此，《卡門》成為世界級歌劇之一。

## 音樂作品

### 早期作品
比才最早的作品，主要是編寫成練習曲的歌曲和键盘乐曲，證明了他作为作曲家的天赋。 迪安在比才1854年之前写的钢琴作品《無言的浪漫》（Romance sans parole）中看到了“旋律、节奏和伴奏的结合”的证据，这是比才成熟時期作品的特征。 比才的第一部管弦乐曲是1855年以罗西尼的《威廉·退尔》的風格写成的序曲。评论家认为它不起眼，但同年的C大调交响曲却受到后来评论家的热烈赞扬，他们将其与莫扎特和舒伯特的交響樂相提并論。在迪安看来，这部交响曲“在这样年轻的作曲家的作品中几乎没有对手，或许也没有比这更出色的作品”。评论家埃内斯特·纽曼认为，比才此时可能认为他的未来在于樂器音樂领域，然后“内心的声音”（以及法国音乐世界的现实）将他转向歌劇領域。

### 管弦乐、钢琴和声乐作品
比才在創作C大調交响曲之后，便甚少再創作新的纯管弦乐作品。在迪安眼中，他为之努力了八年多的《罗马交响曲》，与其年輕時創作的早期作品相比遜色不少。迪安说，这部作品归功于古诺，其中的段落也让人想起韦伯和门德尔松。然而，迪安認為該作品组织不善，而且有过多過於花俏的音乐；他稱之為「失敗」（misfire）。比才的另一部管弦乐作品《祖國》序曲同样被忽略：「（這是）一個關於『將藝術和愛國主義混為一談會招來風險』的可怕鑑戒」。
音乐学家休·麦克唐纳认为，比才最好的管弦乐作品有二，分別是12乐章的四手钢琴曲《儿童游戏》（Jeux d'enfants，1871年），以及為都德的戲劇《阿萊城的姑娘》（1872年）所創作的配樂（musique de scène）。前者衍生了1973年的《祖國》組曲，當中包含5個乐章（Marche-Berceuse-Impromptu-Duo-Galop）；而後者亦衍生出2首組曲，其一為比才於戲劇首映那年所創作（Prélude-Menuet- Adagietto-Carillon），另一首則於比才逝世後的1879年，由吉羅所創作（Pastorale-Intermezzo-Menuet-Farandole）。根据休·麦克唐纳的说法，比才在所有三部作品中都表现出成熟的风格，如果他活得更长，可能会成为未来伟大管弦乐作品的基础。
比才的钢琴作品並非鋼琴演奏家的演奏曲目，而業餘愛好者若要嘗試演奏這些曲目，通常難度甚高。一個例外是上面所述的《儿童游戏》钢琴二重奏组曲；在这里，比才避开了主导他的独奏音乐的大师级難度的乐段。其早期的独奏作品受到肖邦的影响；后来的作品，如《半音阶变奏曲》（Variations chromatiques）或《狩猎梦幻曲》（Chasse fantastique ），则更多受李斯特影响。
比才創作的歌曲大多於1866-68年间創作。迪安将这些歌曲的主要弱点定义为缺乏想象力地於每一節不斷重複相同的音樂，以及倾向于使用管弦乐队的特點（而不是為人聲的特點）來作曲。比才筆下大部份規模較大的聲樂均告佚失；唯其於早期創作、至今仍能完整保存下來的《赞美颂》（Te Deum），被迪安斥為「一部拙劣的作品，僅僅說明了比才不適合創作宗教音樂」。

### 戏剧作品

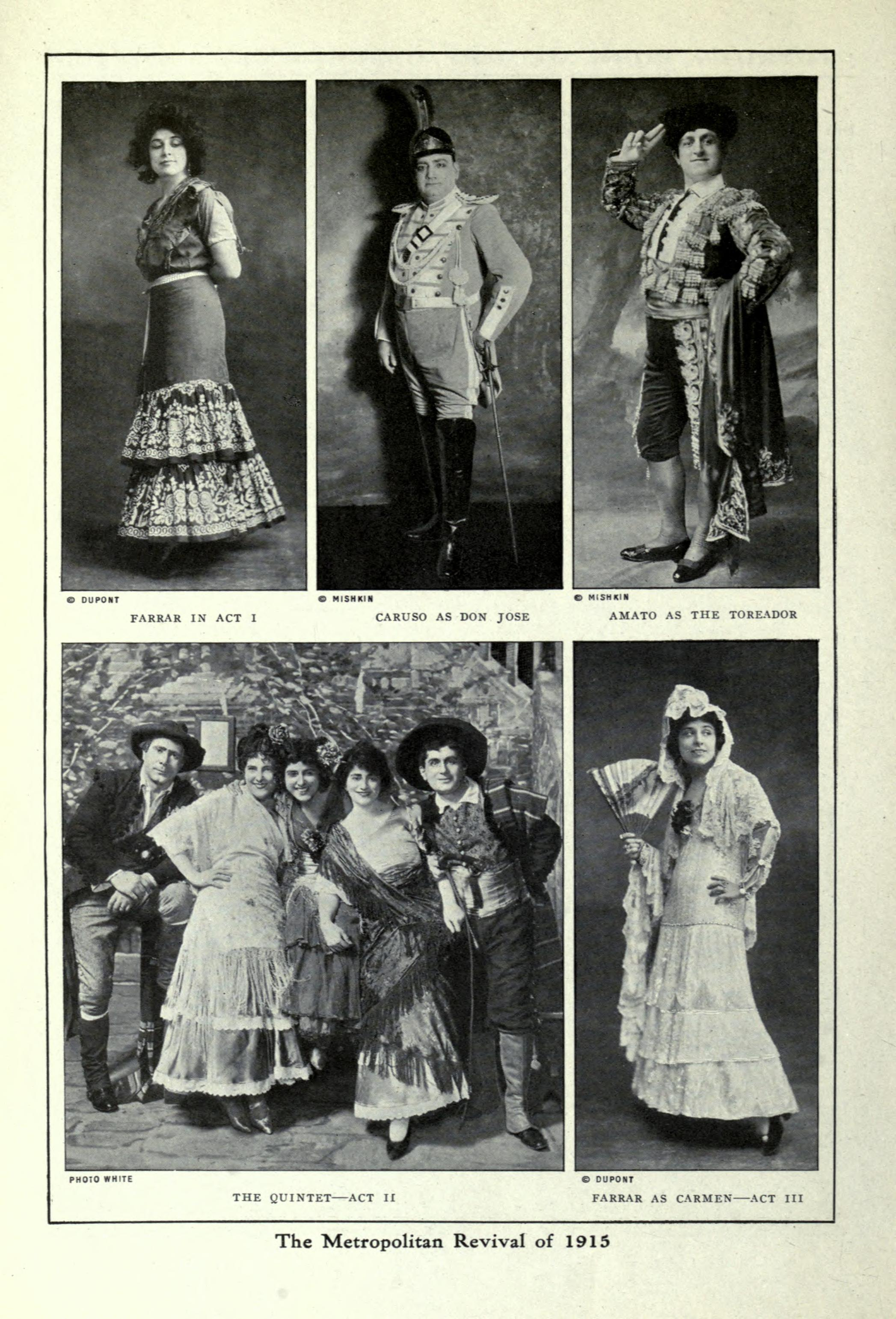
1915年1月，恩里科·卡鲁索和杰拉尔丁·法拉尔在纽约大都会歌剧院为《卡门》做宣传。卡鲁索在上排居中，法拉尔在左上和右下

比才早期的单幕歌剧《奇迹医生》證明了他是一個極具天賦的歌劇作曲家。根据迪安的说法，其音乐包括“许多歡快的戲仿、配乐和喜剧特征”。纽曼在他的许多早期作品中看到了比才后来成功的作品的特點：“我们一次又一次地发现只有在具戏剧性觸感和天賦的音乐家才能实现的其中的一些裝點潤色。”然而，在《卡门》之前，比才本质上并不是在音乐剧界的创新作曲家。他的大部分歌剧都是模仿多尼采蒂、罗西尼、柏辽兹、古诺和托马斯等人建立的意大利和法国传统歌剧所创作的。麦克唐纳認爲，从技术層面上讲，比才超越了他所模仿的歌劇，而且，比才对人声的感觉可以与莫扎特相媲美。
在《唐·普罗科皮奥》（Don Procopio）中，比才沿用了以歌劇作曲家多尼采蒂的《堂·帕斯夸莱》為代表的意大利传统歌劇技巧，而《唐·普罗科皮奥》也非常的相似《堂·帕斯夸莱》。然而，這些歌劇技巧穿插着比才清晰的原始風格。在他的生涯中第一部公開的歌剧《採珠者》中，其乏味的歌词和沉悶的情节拖累了比才的作曲表現。尽管如此，在迪安看来，比才的音乐有时會“远远超过当代法国歌剧的水平”。它的许多原创花样包括引入由两个法国号在大提琴背景下演奏的抒情短歌《Comme autrefois dans la nuit sombre》，用分析者埃尔韦·拉孔布的话来说，这种效果“在记忆中产生共鸣，就像在遥远的森林中迷失的号角”。虽然《採珠者》的音乐大气且深刻地唤起了歌剧的东方背景，但在《伯斯的美丽少女》中，比才并没有尝试引入苏格兰的色彩或情绪， 配乐還是包括了高度富有想象力的元素，例如第三幕色誘场景中的獨立木管乐器和弦乐樂隊。 
从比才的未完成作品中，麦克唐纳强调《图勒王之杯》（La Coupe du Roi de Thulé）預示著比才的風格和對音樂的觸感將于《卡门》达到顶峰並發揮至極緻，并認爲如果比才完成了克拉丽莎·哈洛威和格里斯里迪斯，比才死後留下的音樂將會“无限丰富”。当比才远离公认的法国歌剧音乐惯例时，他遇到了批评性的敌意。在贾米莱的案例中，人們再次批評他的“瓦格納主義”，因为观众难以理解配乐的独创性；许多人认为比才的音乐自命不凡，单调乏味，缺乏节奏和旋律。相比之下，麦克唐纳發現现代人對贾米莱的評語是“一件真正迷人的作品，充满了创意，尤其是半音階的運用。”
拉尔夫·洛克（Ralph P. Locke）在他对《卡门》起源的研究中，專注於比才成功地呈現西班牙安达卢西亚的情景。格鲁特（Grout）在他的《西方音乐史》中赞扬了比才的音乐中非凡的节奏和旋律活力，以及比才以最有效率的方式获得最大戏剧效果的能力。早期擁護卡門的作曲家包括柴可夫斯基、勃拉姆斯，尤其是瓦格纳。瓦格納评论说：“感谢上帝，终于换了一个头脑里有想法的人。”该作品的另一位拥护者是弗里德里希·尼采，他声称自己熟记卡門于心。 “这是一种不標榜深度的音乐，但它的简单令人愉悦，如此不受影响和真诚”。人們广泛同意，《卡门》代表了比才作为音乐戏剧大师的发展和喜剧歌剧流派的顶峰。

## 軼事
比才死后，还留下了一些未完成的作品，當中包括修改了11年的《羅馬交響曲》。雖然這首交響曲早已寫好，每一樂章都已首演，但比才始終對作品不滿意，並不斷的修改，直至他去世時仍未正式出版。比才死后，他的许多手稿都丢失了。他的作品被他人修改，未经授权的版本也被出版，因此現今很难确定什么才是是出自比才的手筆。例如《卡门》也被改成大歌剧，将对话換成由吉罗編写的宣叙调，乐谱也做了其他修改。比才在生時不被音樂界賞識，除了《卡门》和《阿萊城的姑娘》组曲外，他的作品甚少在他死后的几年上演。 然而，在20世纪時，人們對比才的作品的兴趣增加了。《唐·普罗科皮奥》于1906年在蒙特卡洛再次上演；意大利版的《採珠者》于1916年11月13日在纽约大都会歌剧院上演，由卡鲁索担任男高音，從此成为许多歌剧院的主打歌。1935年在瑞士首次演出，并由托马斯·比彻姆爵士等人录制后，C大调交响曲成爲了管弦樂的常奏曲目。由温顿·迪安（Winton Dean）编辑的《图勒王之杯》的节选于1955年7月12日由BBC播出，而Park Lane Group亦於1957年12月8日，在伦敦重演《奇迹医生》 。已錄製的作品還包括《瓦斯科·達伽馬》、《伊凡四世》，以及许多歌曲和完整的钢琴曲。雖然《卡门》在巴黎首演45场后反應冷淡，在维也纳（1875年）和伦敦（1878年）演出后卻获得了國際認可。它被誉为真实主義歌劇派的第一部歌剧，强调肮脏和残酷的主题，艺术反映生活——“不是理想化的生活，而是真实的生活”。
音乐评论家哈罗德·勋伯格推测，如果比才活得更久，他可能会彻底改变法国歌剧。事实上，真實主義的歌劇主要由意大利人編寫，尤其是普契尼，据迪安说，普契尼不斷的發展真實主義的歌劇，“直到它变得陈旧”。儘管比才没有创立学校，迪安認爲他影响了夏布里埃和拉威尔這些作曲家。迪安还表示，柴可夫斯基晚期的交响曲，尤其是B小调《悲怆》中，反映了其对比才筆下的悲剧英雄——《阿萊城的姑娘》中的費德里（Frédéri）和《卡門》中的荷塞（José）——的迷恋。麦克唐纳写道，比才對音樂界的影響受限于他短暂的生命，以及在直至其逝世五年前其未能成功完成作品和對每份作品缺乏专注。 “无论是因为比才分心，还是因为没有人要求他写，或者因为他早逝，其未完成的伟大作品的景象是无限令人沮丧的，但他的代表作的輝煌和个性是不能否認的。這些音樂极大地丰富了法国音乐界中一段富有才华和杰出作曲家的时期。”
比才的父亲阿道夫于1886年去世。比才的儿子雅克在一段不和諧的恋情后于1922年自杀。比才的长子让·赖特（Jean Reiter）曾担任《時報》（Le Temps）的新闻总监，事业有成，并成爲成为荣誉军团军官，于1939年去世，享年77岁。1886年，热纳维耶芙嫁給了埃米尔·施特劳斯（Émile Straus），一個富有的律师。她成为了著名的巴黎社会女主人和马塞尔·普鲁斯特等人的密友。她对第一任丈夫的音乐遗产没有兴趣，没有把比才的手稿編進記錄，并将许多手稿作为纪念品赠送予人。她于1926年去世；在她的遗嘱中，她设立了一个基金，為了每年颁发喬治·比才獎给一位“在过去五年内创作了杰出作品”的40岁以下的作曲家。该奖项的获得者包括托尼·奥班、让-米歇尔·达马斯、亨利·杜替耶和让·马蒂农。